# Mendlik Oszkár
Mendlik Oszkár (Radvánc, 1871. június 23. – Haarlem, Hollandia, 1963. február 9.) festőművész. Mendlik Lajos unokabátyja.

## Életútja
A budapesti Mintarajziskolában tanult, ahol mesterei Aggházy Gyula, Székely Bertalan, Lotz Károly és Greguss János voltak. 1904-ben szerezte meg rajztanári oklevelét, majd mint Lotz Károly tanítványa vett részt a Vígszínház freskóinak elkészítésében. 1891-ben megfordult Fiuméban, innentől fogva tengerfestéssel foglalkozott. Eleinte a Földközi-tenger és az Adriát, majd az Északi-tengert, az Atlanti-óceánt és az Indiai-óceánt ábrázolta. Első kiállítását 1894-ben rendezte a Műcsarnokban. 1898-ban Olaszország ismerte meg Julie Mijnssen (Mynssen Julia) holland szobrásznőt, s házasságot kötöttek. Közösen költöztek Hollandiába. A világ sok országában járt. Kiállításai voltak Amszterdamban (1912), Hágában (1913, 1915) Rotterdamban, Haarlemben és Budapesten (1928, 1935). Több magyar (állami kis aranyéremmel, 1909 és Ferenc József-rend, 1912) valamint külföldi kitüntetés birtokosa. 1961-ben felállította az Oscar Mendlik Alapítványt, mely az amszterdami képzőművészeti akadémia tehetséges hallgatóit hivatott támogatni. Képei Európa számos múzeumában fellelhetők, a Magyar Nemzeti Galériában is található néhány festménye.

## Egyéni kiállítások
- 1957 • De Waag Képzőművészeti Szalon [Edvi-Illés Aladárral], Haarlem
- 1961 • Városháza, Bloemendaal (NL) • KNSM termeiben, Amszterdam
- 1995 • Hajózási Múzeum, Amszterdam. Művek közgyűjteményekben

## Művei közgyűjteményekben
- Hajózási Múzeum, Amszterdam
- F. Hals M., Haarlem
- Magyar Nemzeti Galéria, Budapest